# King Kong: Jean-Luc Ponty Plays the Music of Frank Zappa
King Kong: Jean-Luc Ponty Plays the Music of Frank Zappa (engl. f. King Kong. Jean-Luc Ponty spielt die Musik von Frank Zappa) ist ein Album des Jazz-Violinisten  Jean-Luc Ponty aus dem Jahr 1970, auf dem Ponty neben einer Eigenkomposition ausschließlich Werke von Frank Zappa spielt.

## Das Album
Das Album entstand nach einem kurzen Zusammenspiel von Zappa und Ponty bei Aufnahmen zum Album Hot Rats. Neben Frank Zappa, der in How Would You Like To Have A Head Like That ein verzerrtes Gitarrensolo spielt, wirkte von der Hot Rats-Besetzung auch  John Guerin mit. George Duke, der den Klavierpart übernommen hatte, wurde im Anschluss von Zappa engagiert.
Drei der Stücke, King Kong, Idiot Bastard Son und America Drinks and Goes Home waren bereits von den Mothers of Invention auf früheren Alben veröffentlicht worden, Twenty Small Cigars war während der Hot-Rats-Sessions bereits aufgenommen worden, wurde aber erst später auf Chunga’s Revenge von Zappa selbst veröffentlicht.
Music for Electric Violin and Low Budget Orchestra ist ein Orchesterstück, das Zappa anlässlich der Zusammenarbeit für das Album komponiert hatte.

## Titelliste
- King Kong - Jean-Luc Ponty Plays the Music of Frank Zappa - Music for Electric Violin and Low Budget Orchestra Composed and Arranged by Frank Zappa (Liberty LBS 83375)

Alle Lieder, bis auf How Would You Like to Have a Head Like That, das von Jean-Luc Ponty stammt, wurden von Frank Zappa komponiert.
| Nr. | Titel                                              | Dauer |
| 1.  | King Kong                                          | 04:54 |
| 2.  | Idiot Bastard Son                                  | 04:00 |
| 3.  | Twenty Small Cigars                                | 05:35 |
| 4.  | How Would You Like to Have a Head Like That        | 07:14 |
| 5.  | Music for Electric Violin and Low Budget Orchestra | 19:20 |
| 6.  | America Drinks and Goes Home                       | 02:39 |

## Rezeption
Für Steve Huey zeigt das Album Zappas gestiegene Glaubwürdigkeit als Komponist. Das Album zeige, dass Zappa unter den Jazzrock-Musikern, die von der Rockmusik kamen, der einzige war, der auch die Komplexität des Jazz fassen konnte. Er sieht Music For Electric Violin And Low Budget Orchestra als Zentralstück an, in dem sich Einflüsse des Jazzrock und der Neuen Musik verbinden würden. Leonard Feather wies in den Original-Liner Notes des Albums auf Pontys Bedeutung für die Entwicklung der Jazzvioline hin, in der seit dem Spiel von Ray Nance im Duke Ellington Orchestra nichts entscheidend Neues passiert sei.